# 福伦达

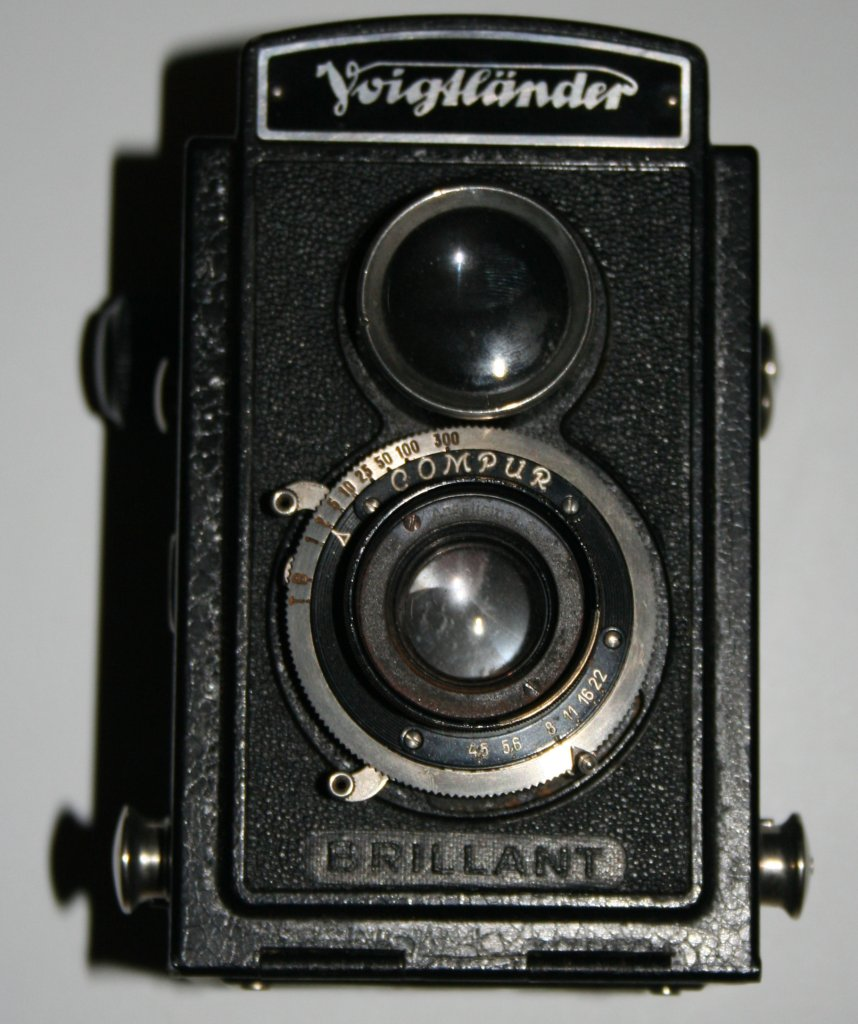
福伦达相机

福伦达（德語：Voigtländer），是一家歷史悠久但已被併購的的德國光學器材製造商，自1999年起，福倫達品牌的產品由確善能公司生產及行銷。

## 概述
福伦达公司是由約翰·克里斯托弗·福倫達于1756年在奧地利维也纳創立，主要从事于生产科学仪器，例如指南针和象限科学仪器。他的儿子，约翰·弗里德里希·福倫達继续经营，扩展光学眼镜，眼镜片，眼镜和观剧镜。创始人的孙子彼得·威廉·弗里德里希·福伦达，与数学家佩茲瓦爾在1840年设计了第一款精确计算镜头。该镜头为f3.7，有了难以置信的推进。凭借着这个镜头，福伦达设计同样令人难以置信的相机，这是第一台全金属和带支架由齿轮对焦的相机。
该公司于1849年搬到德國布倫瑞克。世纪之交，Heliar生产出了f4.5的镜头，这是第一个大光圈的肖像散透镜镜头。在60年代相机的生产是该公司的重要业务。
1956年蔡司从西林收购了福伦达AG公司，成为卡尔蔡司基金会的一部分。1965年，蔡司依康福伦达Vertriebsgesellschaft（销售公司）成立，之后第一台蔡司依康福伦达相机上市。兼并后福伦达对以后的蔡司依康一些福伦达相机有明显影响，直至1972年。同年，一个有禄莱公司参与的新福伦达公司成立。
在禄来公司旗下，1974年福伦达Vertriebsgesellschaft首台福伦达相机。在1981年禄莱进入破产管理。
之后福伦达股份有限公司被Plusfoto股份有限公司买下，一家德国照片经销商购买合作购买。买进的相机使用福伦达名称。 
1997年Ringfoto股份有限公司以同样方式与福伦达购买的合作，并重新启动福伦达公司。
新福伦达公司最重要的产品是Cosina生产的Bessa-L，和Bessa-RF, 两台35mm照相机以及一些出色的镜头例如 M39 螺丝型接环。这两款相机都是未来的收藏品。

## 款式

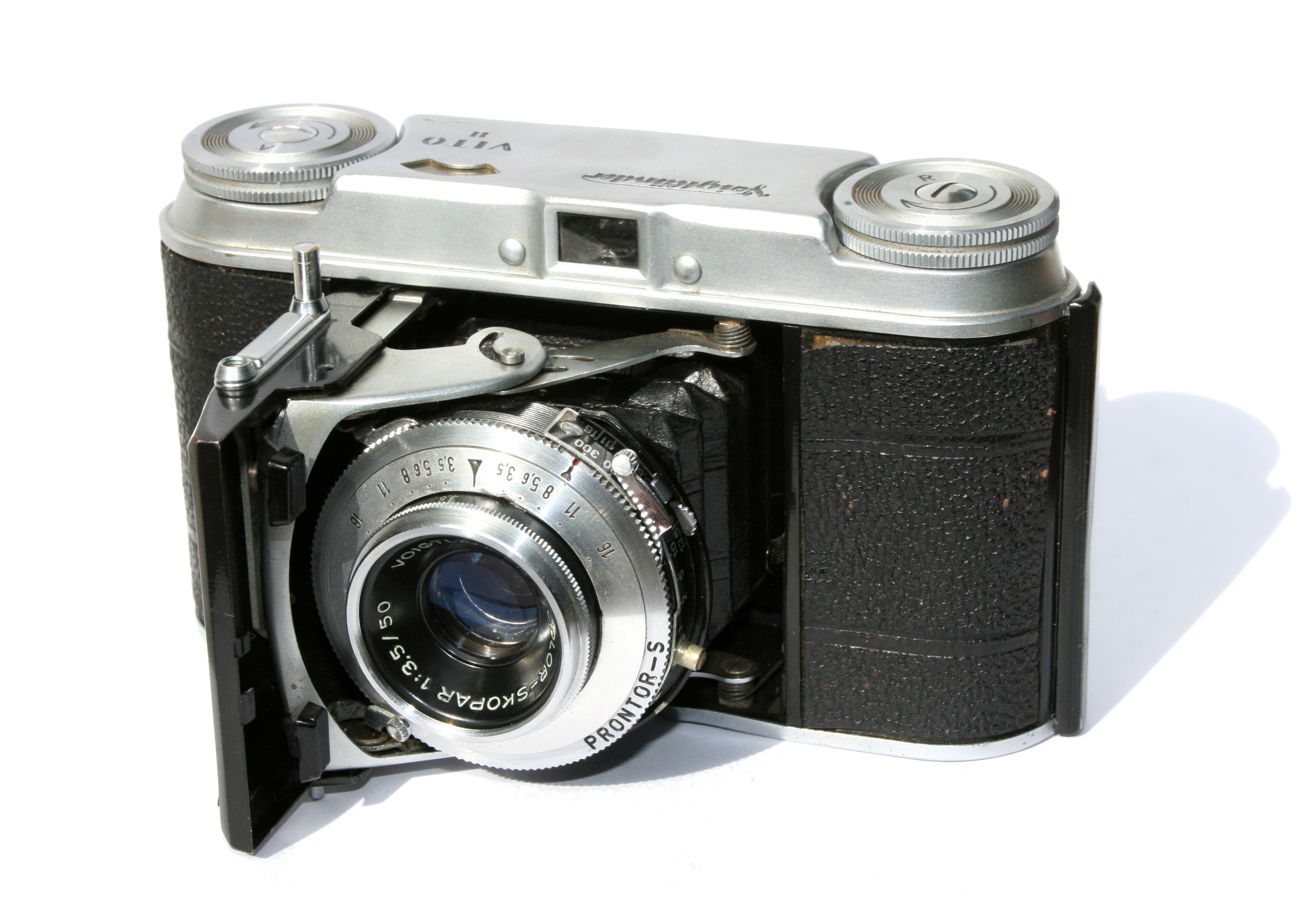
Voigtlander Vito II
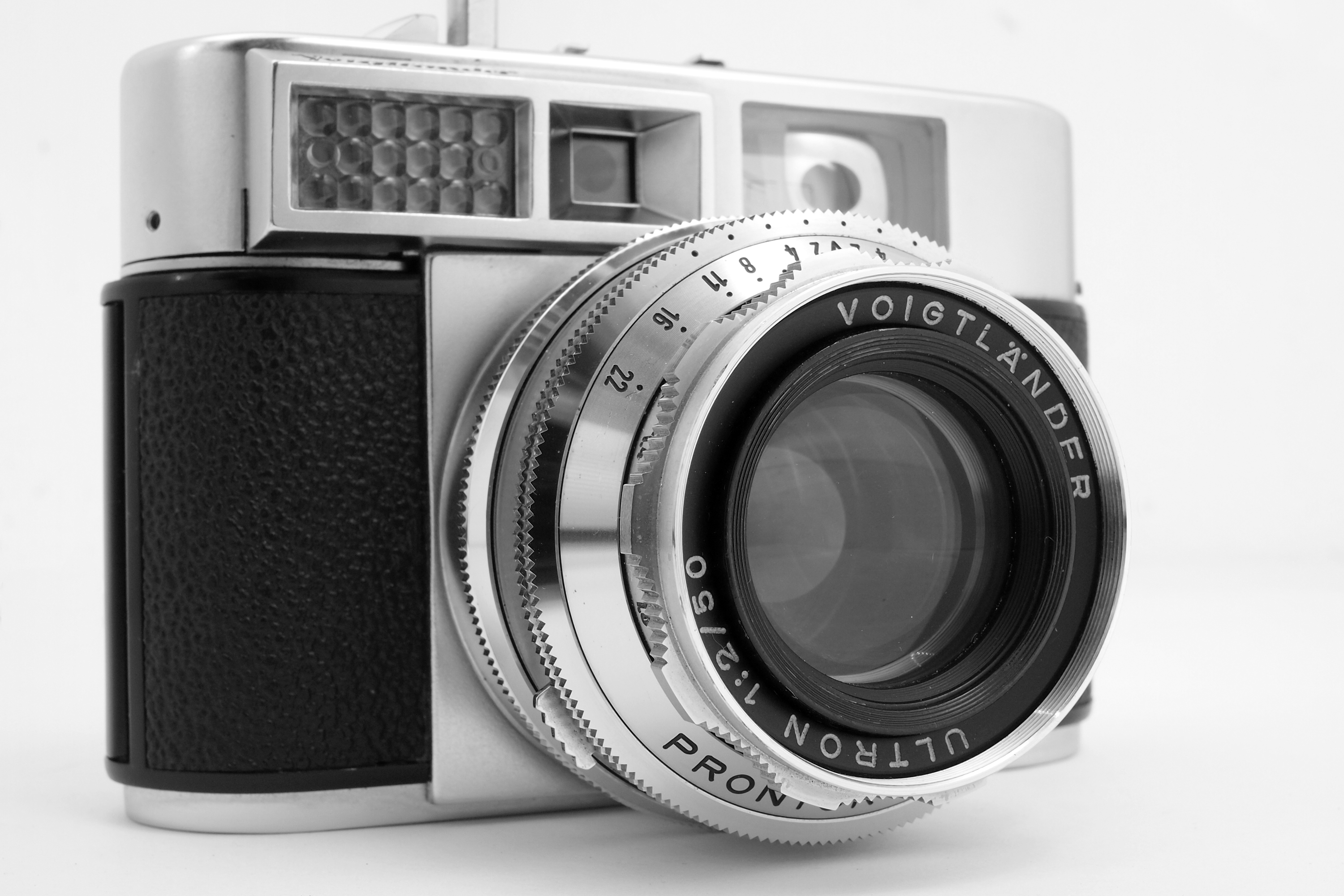
Voigtlander Vitomatic IIa
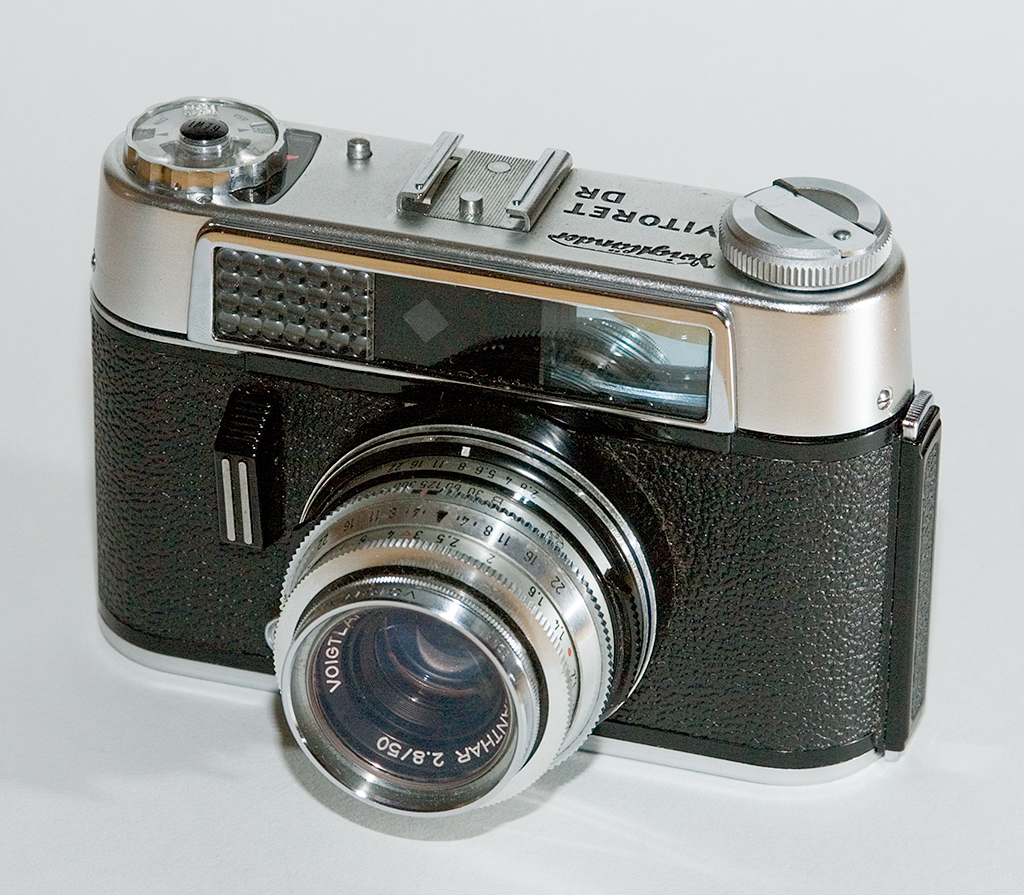
Voigtländer Vitoret DR
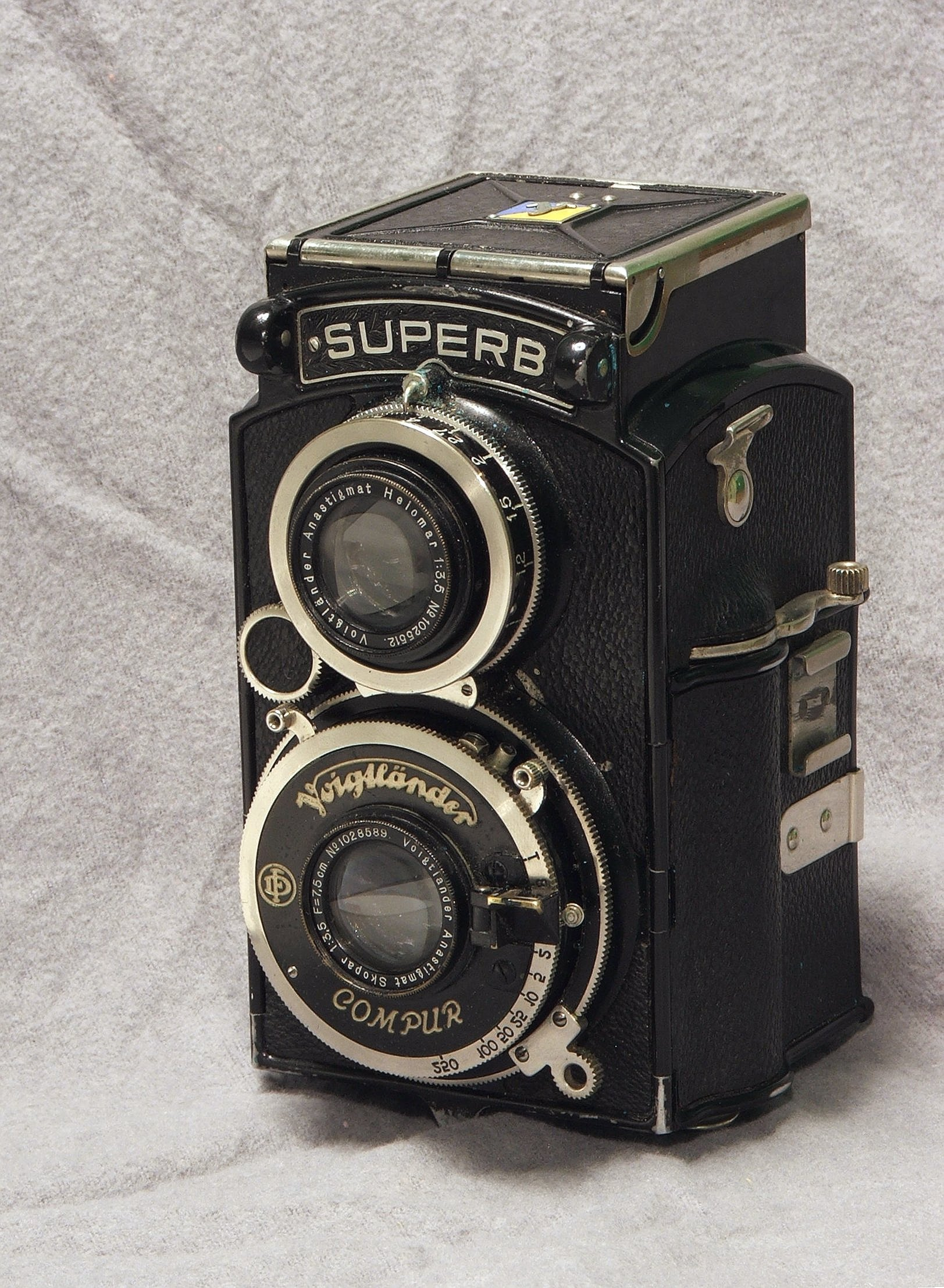
Voigtlander Superb
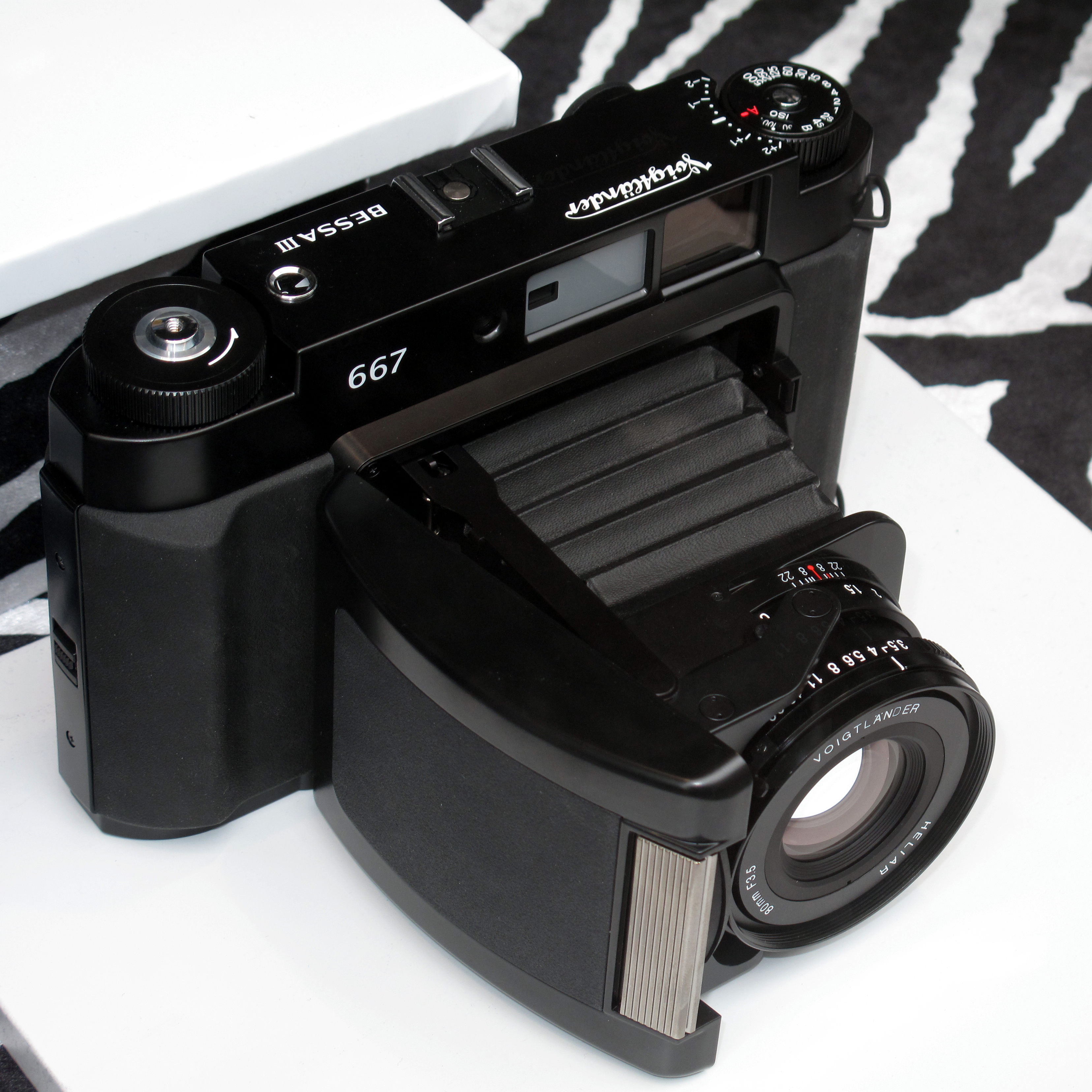
Bessa III 667, launched in 2009
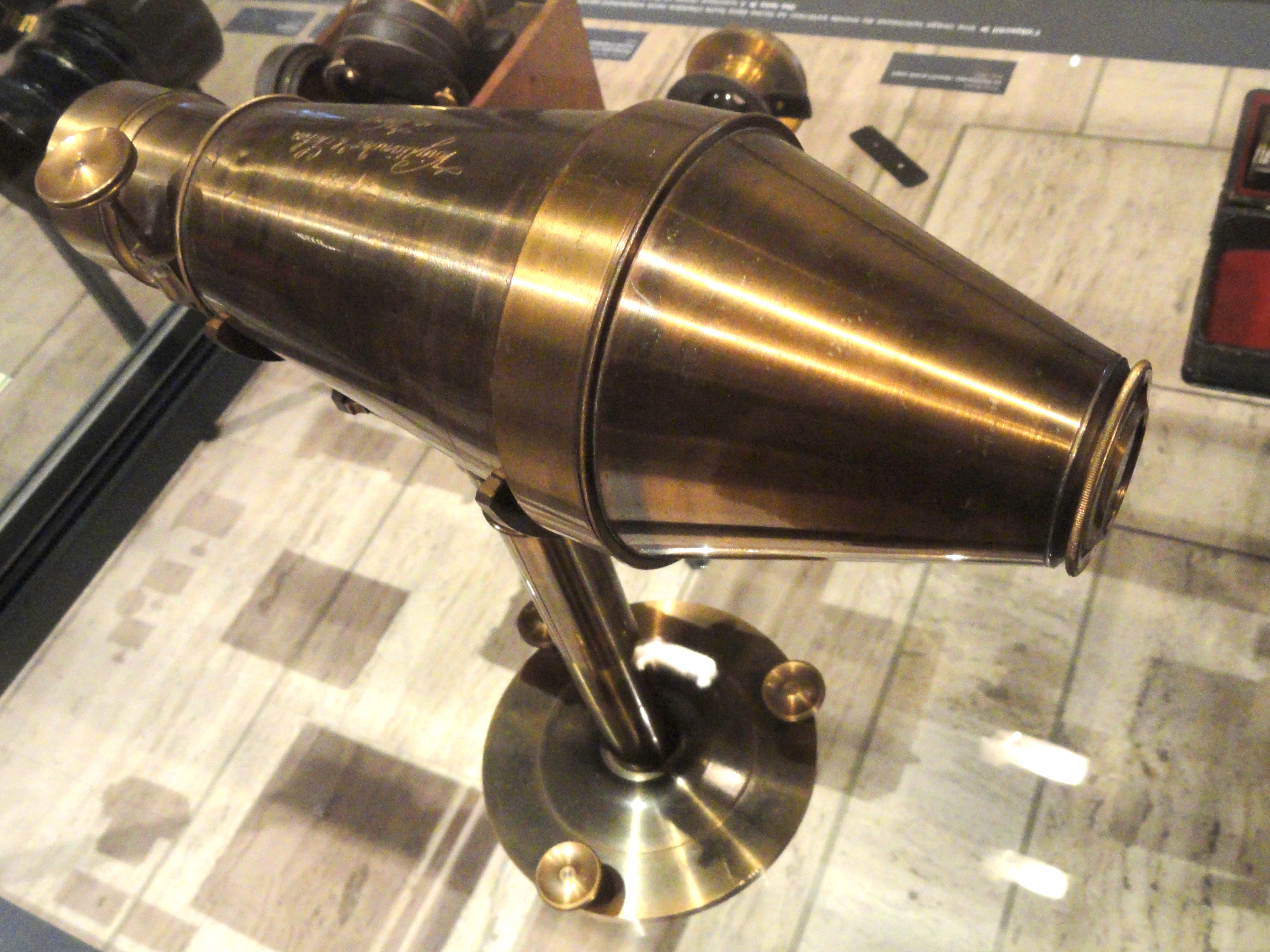
于1840年製造的第一台全金屬機身的照相機 Voigtlander daguerreotype camera